# ブラジル日本文化福祉協会
ブラジル日本文化福祉協会（ブラジルにほんぶんかふくしきょうかい、Sociedade Brasileira de Cultura Japonesa e de Assistência Social）は、ブラジル国内の日系人社会の中心的機関として、ブラジル社会において日本文化の継承と普及を促進する団体。また日本においてはブラジル文化の紹介と普及に努め、その目的奨励のための活動を率先して奨励し支援することを目的とする。ブラジル都道府県人会連合会、サンパウロ日伯援護協会、ブラジル日本商工会議所及び日伯文化連盟と併せてブラジルにおける日系5団体と言われることもある。

## 歴史
1955年10月15日－サンパウロ市400年祭典協力会の解散総会が開かれ、同時に「サンパウロ日本協力創立準備委員会」が発足。
同年12月17日－ブラジル日本文化福祉協会の前身であるサンパウロ日本文化協会が設立される。事務所をリベルダーデ街90番6階に設置する。
1957年1月10日－日本留学生派遣基金を設定する。
1958年6月18日－日本移民50年祭催行、同式典臨席のため三笠宮崇仁親王・同妃が来訪する。
1962年3月23日－本部をサンジョアキン街に移転する。
1965年12月17日－設立10周年記念祝賀会を開催する。
1967年5月－皇太子夫妻（現上皇夫妻）が来訪する。パカエンブー競技場において、約8万人の日系人が夫妻を歓迎する。
1970年9月3日－皇太子（当時）来泊記念講堂の落成式を催行する。
1972年4月13日－日本国海上自衛隊練習艦隊の来伯の歓迎会を日本カントリークラブで開催する。
1974年9月16日－内閣総理大臣田中角栄一行が来訪する。同歓迎会を開催する。
1978年6月18日－日本移民70年祭記念式典をパカエンブー競技場において、皇太子夫妻（当時）及びカイゼル大統領を迎え開催される。同日、日本移民史料館の落成式を挙行する。
1980年7月25日－日本間で貿易促進ミッション歓迎パーティ席上、濃野通産相より、江崎真澄元通産相寄贈の渦中一式が贈られた。
1982年6月12日－鈴木善幸総理一行が来訪する。
1982年10月4日－浩宮徳仁親王（当時）が来訪する。文教記念講堂において歓迎式典を催行する。
1986年10月3日－常陸宮夫妻が来訪する。
1987年7月18日－室内体育館及び文化施設の落成式を挙行した。
1988年6月18日－日本移民80周年記念祭記念式典がパカエンブー競技場で開催され、秋篠宮文仁親王とサルネイ大統領が参列する。その記念行事として日伯友好病院の落成式を執り行う。
1989年2月24日－昭和天皇崩御により、新宿御苑で行われた大喪の儀に、尾身倍一会長が、海外日系代表の一人として列席する。
1990年11月12日－尾身倍一会長が天皇即位の礼にブラジル代表として招待され参列する。
2008年 -ブラジル日本移民100周年の記念事業が各地で開催される。皇太子徳仁親王を迎え、ブラジル日本移民100周年記念式典開催。皇太子徳仁親王、文協ビルと日本館を訪問、移民史料館において天皇よりの賜金を拝受する。

## 目的
- 慈善及び社会福祉事業を推進する
- ブラジルにおいて日本文化各面の保存及び普及を行い、ブラジル文化の向上に寄与する
- 家族、児童、青少年及び高齢者の保護を目指す活動を推進、奨励及び支援する
- ブラジルにおける日本移民及び子孫の歴史、文化及び貢献の保存並びに価値認識に努める
- 環境保護を目的とする活動を推進、奨励及び支援する
- 国内及び外国特に日本においてブラジル文化の普及を行い、ブラジルと日本の親善関係の強化を目的として、両国間の社会的文化的交流を推進する
- 各種スポーツ活動を奨励し、支援する
- 一般の利益に係わる社会・経済・政治上の各問題について調査及び討論を促進し、その解決策の案出に努める
- 倫理、市民権及び社会正義の促進を目的とする活動を実施し、支援する
- 同類諸団体間の交流並びにそれら団体と文協の交流を促し、奨励する
- 全般的文化活動を推進し、奨励する

## 活動内容
日本を遠く離れ、異国に移り住んだ初期日本移民にとって、相互扶助を目的とした日本人会は重要な組織であった。時間の経過とともに、活動内容は変遷するが、概ね経済活動や子弟教育、会員同士の親睦のほか、医療・衛生問題への対処、行政との関係・日本との連絡調整など、日々の生活や日系人が集う特別な行事を支える組織が必要であった。
第二次世界大戦の勃発により、ブラジルはほとんど形式的であったものの、連合国として参戦したことから、日本人による団体活動が禁じられ、また解散させられた。しかし、終戦後には、各地域で再び日系団体が結成され、1954年のサンパウロ市の市制400周年祭典に参加するために「祭典協力委員会」が発足し、これをきっかけに結社の機運が各地で高まった。
文教の本部は、サンパウロ市リベルダーデ区にあり、会員（個人・法人）からの会費や寄付、講堂、ホール、会議室などの使用料、各種事業収益を収入源として運営されている。
サンパウロを訪問する日本からの要人はほとんど文教を訪問するのが定例となっている。